# جيسي وود
جيسي وود (بالإنجليزية: Jesse Wood)‏ هو عازف قيثارة وعارض بريطاني، ولد في 30 أكتوبر 1976 في ماليبو في الولايات المتحدة.

## وصلات خارجية
- جيسي وود على موقع IMDb (الإنجليزية)
- جيسي وود على موقع ميوزك برينز (الإنجليزية)
- جيسي وود على موقع ديسكوغز (الإنجليزية)